# Bassin minier du Godavari
Le bassin minier du Godavari est un bassin minier de charbon situé près du Godavari dans l'état de l'Andhra Pradesh en Inde.